# Денс Парк
«Денс Парк» (англ. Dens Park) — футбольный стадион в Данди, домашняя арена футбольного клуба «Данди».
Стадион был построен в 1899 году, это один из старейших действующих стадионов Шотландии. Современная вместимость 11506 зрителей. Однако, рекорд посещаемости составляет 43 024 человека, когда в 1953 году «Данди» принимал «Рейнджерс».
Интересно, что «Денс Парк» расположен на одной улице в чуть более, чем ста метрах от стадиона «Тэннадайс Парк», домашней арены другого профессионального футбольного клуба — «Данди Юнайтед».